# 木村藤子
木村 藤子（きむら ふじこ、1947年6月8日-）は日本の作家。
信用金庫の元職員。青森県むつ市在住。

## 経歴
青森県下北郡田名部（現・青森県むつ市）に1947年に出生（8人兄弟の末っ子）。母親は、周囲から霊能力者とみなされる人物であったとされ、自身も30代のとき神の声を聞き、霊視・透視能力を授かる。
1990年（平成2年）9月、むつ市内のマエダ百貨店で開催された爬虫類ショーのアミメニシキヘビが逃げたとき、その所在を言い当てたとして全国的にその名が知れわたり、『青森の神様』『ヘビの神様』といわれるきっかけとなった。

## 人物
美輪明宏・江原啓之らとオーラの泉に出演。

## マスメディアへの登場

### 報道
- 『女性セブン』（2007年5月10日・17日号）
- 木村藤子　『幸せの絆』　主婦と生活社、2008年6月、ISBN 978-4391136517。
- 木村藤子　『あなたを変える「気づき」』　小学館、2008年10月7日、ISBN 978-4093965088。
- 木村藤子　『幸せの風が吹いてくる』　主婦と生活社、2009年7月1日、ISBN 978-4391137835
- 木村藤子　『幸せの詩が聞こえる』2010年5月1日
- 木村藤子　『幸せを呼び寄せる30の「気づき」 』2011年3月31日
- 木村藤子　『幸せになるための「気づき」の法則』　学研、2011年6月21日、ISBN 978-4054048874。
- 木村藤子　『神様が伝えたいこと』2011年10月14日
- 木村藤子　『気づきの条件　青森の神様・木村藤子物語』2012年2月21日
- 木村藤子　『神様に愛される生き方・考え方』2012年 7月3日